# بخش خسروشاه
بخش خسروشاه یکی از بخش‌های تابعه شهرستان تبریز در استان آذربایجان شرقی در شمال غربی ایران است

## تقسیمات کشوری
- بخش خسروشاه

-- دهستان تازه کند
- روستای تازه کند
- روستای ساتللو
- روستای قره تپه
- روستای آخولا
- روستای نوجه ده
- روستای بارانلو
-- دهستان لاهیجان
- روستای لاهیجان
- روستای اسفهلان
- روستای شیخ حسن
- روستای ینگی کند
- روستای اسبس
- روستای قلعه چه
- نقطه جمعیتی رادار
- نقطه جمعیتی نیروگاه
= شهرها: خسروشاه

## جمعیت
بنابر سرشماری مرکز آمار ایران، جمعیت بخش خسروشاه شهرستان تبریز در سال ۱۳۸۵ برابر با ۳۸۷۲۰ نفر بوده‌است.
خانواده خسروشاهی:
حاج علی خسروشاهی (بنیان‌گذار گروه صنعتی مینو)
حسن خسروشاهی (کارآفرین کانادایی ایرانی‌تبار که ارزش خالص دارایی‌های وی در سال ۲۰۱۲، دارایی‌های ۹۴۰ میلیون دلار برآورد شده بود)
کاظم خسرو شاهی، (بنیانگذار شرکت تولید دارو)
دارا خسروشاهی: (در ۲۷ اوت ۲۰۱۷ مدیر عامل اوبر شد)
و مدیر دوبلاژ نامدار (خسرو خسروشاهی)، اصلیت خسروشاهی دارند و از نامداران و مشاهیر این شهر محسوب می‌شوند.